# Бімер (Небраска)
Бімер (англ. Beemer) — селище (англ. village) в США, в окрузі Камінг штату Небраска. Населення — 611 особа (2020).

## Географія
Бімер розташований за координатами 41°55′48″ пн. ш. 96°48′34″ зх. д. / 41.93000° пн. ш. 96.80944° зх. д. (41.930081, -96.809339). За даними Бюро перепису населення США в 2010 році селище мало площу 1,04 км², уся площа — суходіл.

## Демографія
Згідно з переписом 2010 року, у селищі мешкало 678 осіб у 291 домогосподарстві у складі 172 родин. Густота населення становила 654 особи/км². Було 321 помешкання (310/км²).
Расовий склад населення:
| - 92,0 % — білих - 0,4 % — корінних американців - 0,1 % — азіатів - 5,6 % — осіб інших рас |

До двох чи більше рас належало 1,8 %. Частка іспаномовних становила 7,7 % від усіх жителів.
За віковим діапазоном населення розподілялося таким чином: 21,1 % — особи молодші 18 років, 44,2 % — особи у віці 18—64 років, 34,7 % — особи у віці 65 років та старші. Медіана віку мешканця становила 52,0 року. На 100 осіб жіночої статі у селищі припадало 89,4 чоловіків; на 100 жінок у віці від 18 років та старших — 82,0 чоловіків також старших 18 років.
Середній дохід на одне домашнє господарство становив 52 190 доларів США (медіана — 41 042), а середній дохід на одну сім'ю — 61 361 долар (медіана — 55 875). Медіана доходів становила 49 500 доларів для чоловіків та 29 583 долари для жінок. За межею бідності перебувало 9,5 % осіб, у тому числі 5,2 % дітей у віці до 18 років та 11,9 % осіб у віці 65 років та старших.
Цивільне працевлаштоване населення становило 259 осіб. Основні галузі зайнятості: освіта, охорона здоров'я та соціальна допомога — 21,2 %, виробництво — 16,6 %, роздрібна торгівля — 10,8 %, сільське господарство, лісництво, риболовля — 10,4 %.